# Glarner Alpen
Die Glarner Alpen sind eine Gebirgsgruppe in der Schweiz im nordöstlichen Teil der Westalpen, die sich auf die Kantone Glarus, Uri, Graubünden und St. Gallen erstreckt. Es gibt zahlreiche Dreitausender sowie einige Gletscher. Ihr höchster Gipfel ist der Piz Russein mit 3612 m ü. M. im Bergmassiv des Tödi.

## Lage und Fläche
Das Gebiet wird (im Uhrzeigersinn ab Nord) umgrenzt vom Walensee und Seez gegen die Appenzeller Alpen, vom Rhein gegen Rätikon und Plessur-Alpen, vom Vorderrhein gegen die Adula-Gruppe, vom oberen Vorderrhein, Oberalppass und Oberalpreuss gegen die Gotthard-Gruppe, von  der Reuss gegen die Urner Alpen, vom Schächen, Vorder Schächen, Klausenpass, Fätschbach sowie Linth gegen die Schwyzer Alpen; sie bedecken eine Fläche von 1900 km².

## Gliederung
Vom Südwest-Eck der Gruppe erstreckt sich der Hauptkamm in nordöstlicher Richtung parallel zum Vorderrhein und gabelt sich in drei Äste. Im Südwesten verläuft ein weiterer Kamm parallel zum Hauptkamm, der den Gross Windgällen enthält. Im Osten ist ein selbständiger Kamm vorgelagert.

## Täler und Orte
Im Inneren der Gruppe befinden sich Murgtal, Schilstal, Weisstannental, Vättis im Taminatal, Calfeisental, Kunkelstal, Maderanertal und Elm im Sernftal; an ihrem Rand liegen Glarus, Mühlehorn, Flums, Mels, Bad Ragaz, Tamins, Ilanz, Trun, Disentis, Andermatt, Göschenen, Erstfeld, Linthal, und Schwanden. Im Norden befindet sich am Walensee ihr niedrigster Punkt auf 419 m ü. M., womit sich eine Differenz zum höchsten von 3195 m ergibt.

## Gipfel

### Dreitausender
In den Glarner Alpen befinden sich 51 benannte Dreitausender. Dies sind, geordnet nach der Höhe ü. M.:
| - 1. Tödi (Piz Russein), 3612 m - 2. Tödi (Glarner Tödi), 3570 m - 3. Piz Dado, 3432 m - 4. Stoc Grond, 3422 m - 5. Bifertenstock, 3418 m - 6. Tödi (Sandgipfel), 3390 m - 7. Piz Urlaun, 3358 m - 8. Oberalpstock, 3328 m - 9. Porphyr, 3326 m - 10. Gross Schärhorn, 3296 m - 11. Piz Frisal, 3291 m - 12. Clariden, 3267 m - 13. Gross Düssi, 3256 m - 14. Cavistrau Grond, 3252 m - 15. Ringelspitz (Piz Barghis), 3247 m - 16. Chli Schärhorn, 3234 m - 17. Cavistrau Pign, 3220 m | - 18. Chammliberg, 3214 m - 19. Piz Cambrialas, 3208 m - 20. Gross Windgällen, 3187 m - 21. Hausstock, 3158 m - 22. Gross Ruchen, 3138 m - 23. Glaserhorn, 3128 m - 24. Bündner Tödi, 3124 m - 25. Claridenhorn, 3119 m - 26. Tristelhorn (Piz da Sterls), 3114 m - 27. Ruchi, 3107 m - 28. Panärahörner, 3106 m - 29. Heimstock, 3102 m - 30. Piz Tumpiv, 3101 m - 31. Piz Segnas, 3099 m - 32. Piz Giuv, 3096 m - 33. Muttenstock, 3089 m - 34. Chli Oberälpler, 3085 m | - 35. Hinter Schiben, 3084 m - 36. Rot Wichel, 3084 m - 37. Crispalt, 3076 m - 38. Chli Tödi, 3076 m - 39. Piz Posta Biala, 3074 m - 40. Bristen, 3072 m - 41. Piz Cazarauls, 3063 m, ein Dreikantoneeck - 42. Brichplanggen Stock, 3061 m - 43. Piz Nair, 3059 m - 44. Piz Sardona, 3056 m - 45. Chli Ruchi, 3039 m - 46. Hinter Selbsanft, 3029 m - 47. Bündner Vorab, 3028 m - 48. Trinser Horn (Piz Dolf), 3028 m - 49. Piz Ault, 3027 m - 50. Glarner Vorab, 3018 m - 51. Witenalpstock, 3016 m |

## Schutzgebiete

### Weltnaturerbe Glarner Hauptüberschiebung
Die Glarner Hauptüberschiebung wurde 2009 ins UNESCO-Weltnaturerbe aufgenommen.

### Landschaften von nationaler Bedeutung
Gemäss Artikel 5 des Bundesgesetzes über den Natur- und Heimatschutz führt die Schweiz ein Bundesinventar der Landschaften und Naturdenkmäler von nationaler Bedeutung.
In den Glarner Alpen gibt es zurzeit sieben dieser Landschaften:
- Nr. 1602, Bezeichnung: Murgtal-Mürtschental, Jahr der Aufnahme in das Inventar: 1977, Grösse: 4210 Hektar, Beschreibung: Schönes, von zwei Seen geprägtes, durch Eingriffe nicht beeinträchtigtes Tal. Geologisch und morphologisch reich gegliedert. Besonders bemerkenswerte Pflanzenwelt, bedingt durch wechselnde Gesteinsgrundlage. In den Hochlagen Bestände von Arven in Verbindung mit Bergföhre und Alpenrosengebüsch.
- Nr. 1603, Bezeichnung: Maderanertal-Fellital, Jahr der Aufnahme in das Inventar: 1977, Grösse: 16'176 Hektar, Beschreibung: Schöne, von der Technik kaum veränderte hochalpine Täler im Aarmassiv und seinem Sedimentmantel. Reich an Mineralien. Natürlich fliessende kräftige Bäche. Wegen des Wechsels von Urgestein und Kalk vielfältige Flora. Arvenwald am Felligrat für die Zentralschweiz bemerkenswert. Reichtum an Wild.
- Nr. 1610, Bezeichnung: Scheidnössli bei Erstfeld, Jahr der Aufnahme in das Inventar: 1983, Grösse: 5 Hektar
- Nr. 1611, Bezeichnung: Lochseite bei Schwanden, Jahr der Aufnahme in das Inventar: 1983, Grösse: 1 Hektar
- Nr. 1614, Bezeichnung: Taminaschlucht, Jahr der Aufnahme in das Inventar: 1996, Grösse: 115 Hektar
- Nr. 1615, Bezeichnung: Melser Hinterberg-Flumser Kleinberg, Jahr der Aufnahme in das Inventar: 1996, Grösse: 1551 Hektar
- Nr. 1902, Bezeichnung: Ruinaulta, Jahr der Aufnahme in das Inventar: 1977, Grösse: 2044 Hektar, Beschreibung: Schlucht des Vorderrheins im Trümmerstrom des Flimser Bergsturzes. Bis 300 Meter hohe Erosionsanrisse. Grösstenteils unverbaute Ufer; abgesehen von einer schmalspurigen Bahnlinie von keinen Verkehrswegen begleitet. An den Sonnenhängen verbreitet Erika-Föhren-Wald mit interessanter Trockenflora. An den Schattenhängen vorwiegend montaner Fichten-Tannen-Wald mit zahlreichen Eiben.

## Tourismus
In Bezug auf landschaftliche Schönheit stehen die Glarner Alpen den bekannteren Berner und Walliser Alpen kaum nach. Sie haben zudem den Vorzug der relativen Ursprünglichkeit und werden weniger besucht als jene. So finden sich hier folgende

### Hütten
- Claridenhütte
- Fridolinshütte
- Leglerhütte
- Martinsmadhütte, 1997 m ü. M.
- Muttseehütte
- Pizolhütte
- Planurahütte
- Sardonahütte
- Calandahütte

### Fern-/Weitwanderwege
Die Via Alpina, ein grenzüberschreitender Weitwanderweg mit fünf Teilwegen durch die ganzen Alpen, verläuft auch durch die Glarner Alpen.
Der Grüne Weg der Via Alpina verläuft mit vier Etappen durch die Glarner Alpen wie folgt:
- Etappe C3 verläuft von Sargans nach Elm über den Foopass
- Etappe C4 verläuft von Elm nach Linthal über den Richetlipass
- Etappe C5 verläuft von Linthal nach Urnerboden über Braunwald
- Etappe C6 verläuft von Urnerboden nach Altdorf im Reusstal über den Klausenpass

Die Alpenpassroute, ein Weitwanderweg von Sargans bis nach Montreux am Genfersee, verläuft auch durch die Glarner Alpen. Der Verlauf der Via Alpina und der Alpenpassroute ist durch die Glarner Alpen identisch.
- 1. Tag: von Sargans nach Weisstannen
- 2. Tag: von Weisstannen nach Elm über den Foopass
- 3. Tag: von Elm nach Linthal über den Richetlipass
- 4. Tag: von Linthal nach Urnerboden über Braunwald
- 5. Tag: von Urnerboden nach Altdorf über den Klausenpass

## Bilder

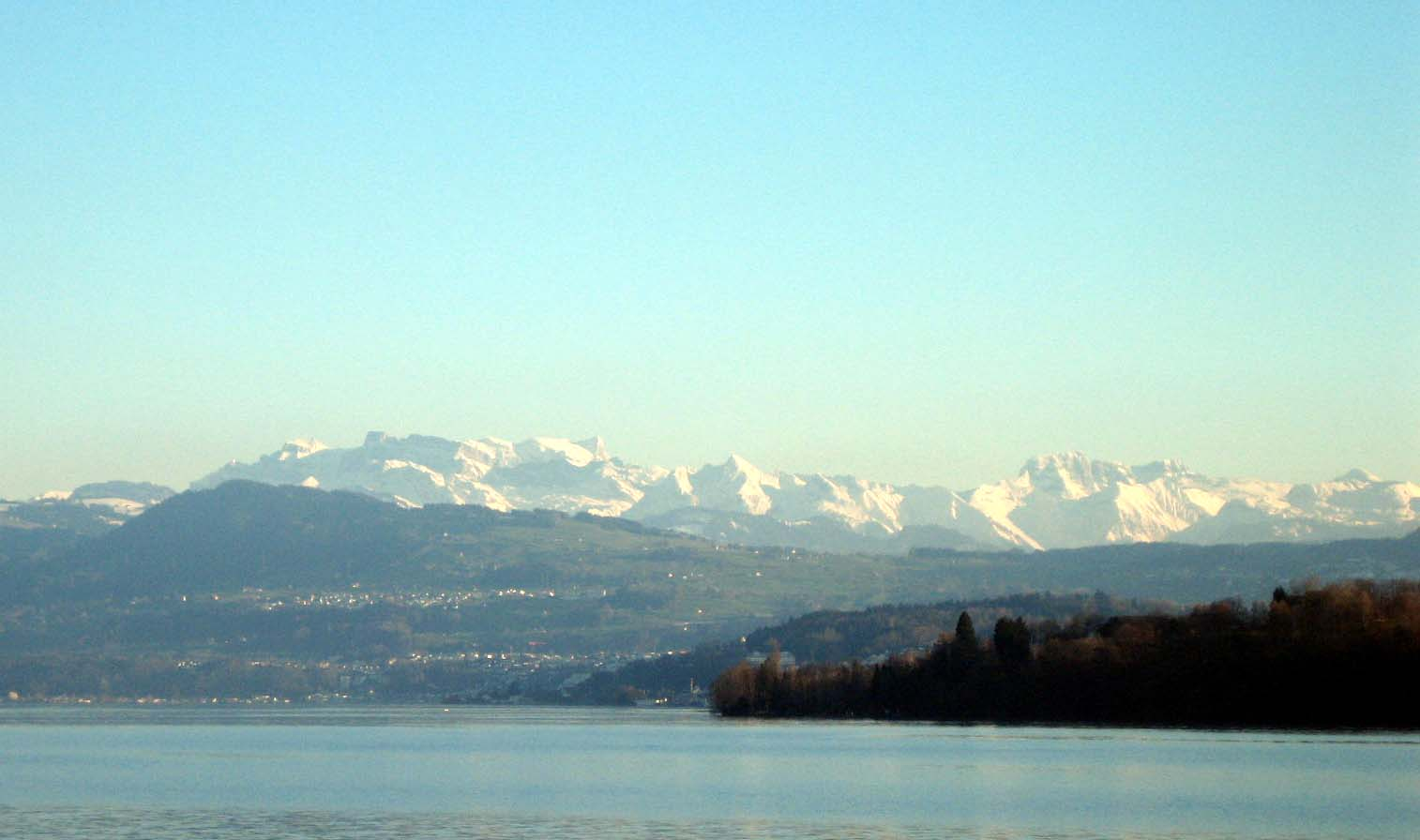
Die Glarner Alpen vom Zürichsee aus gesehen. Im Vordergrund die Halbinsel Au
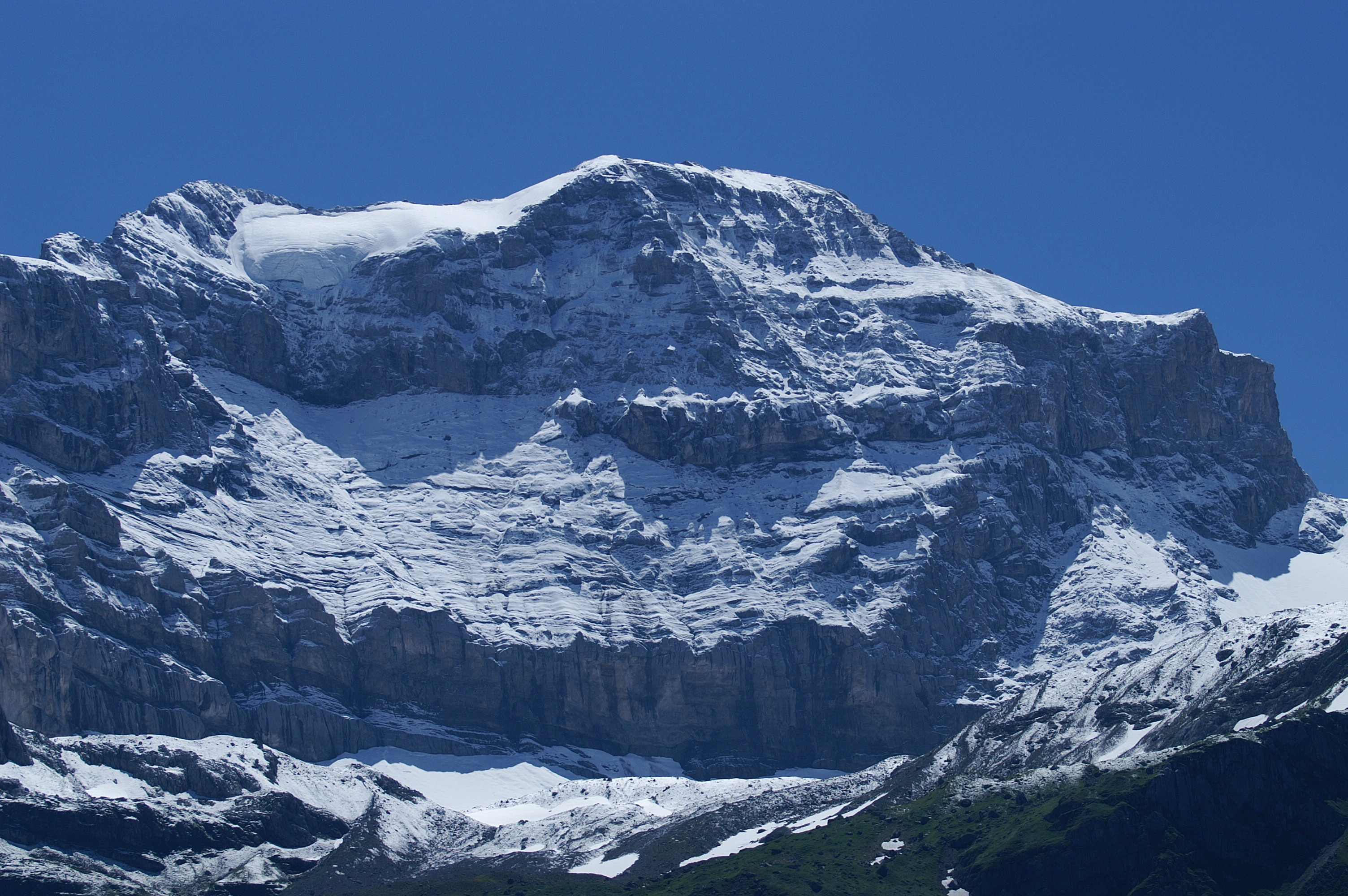
Chammliberg
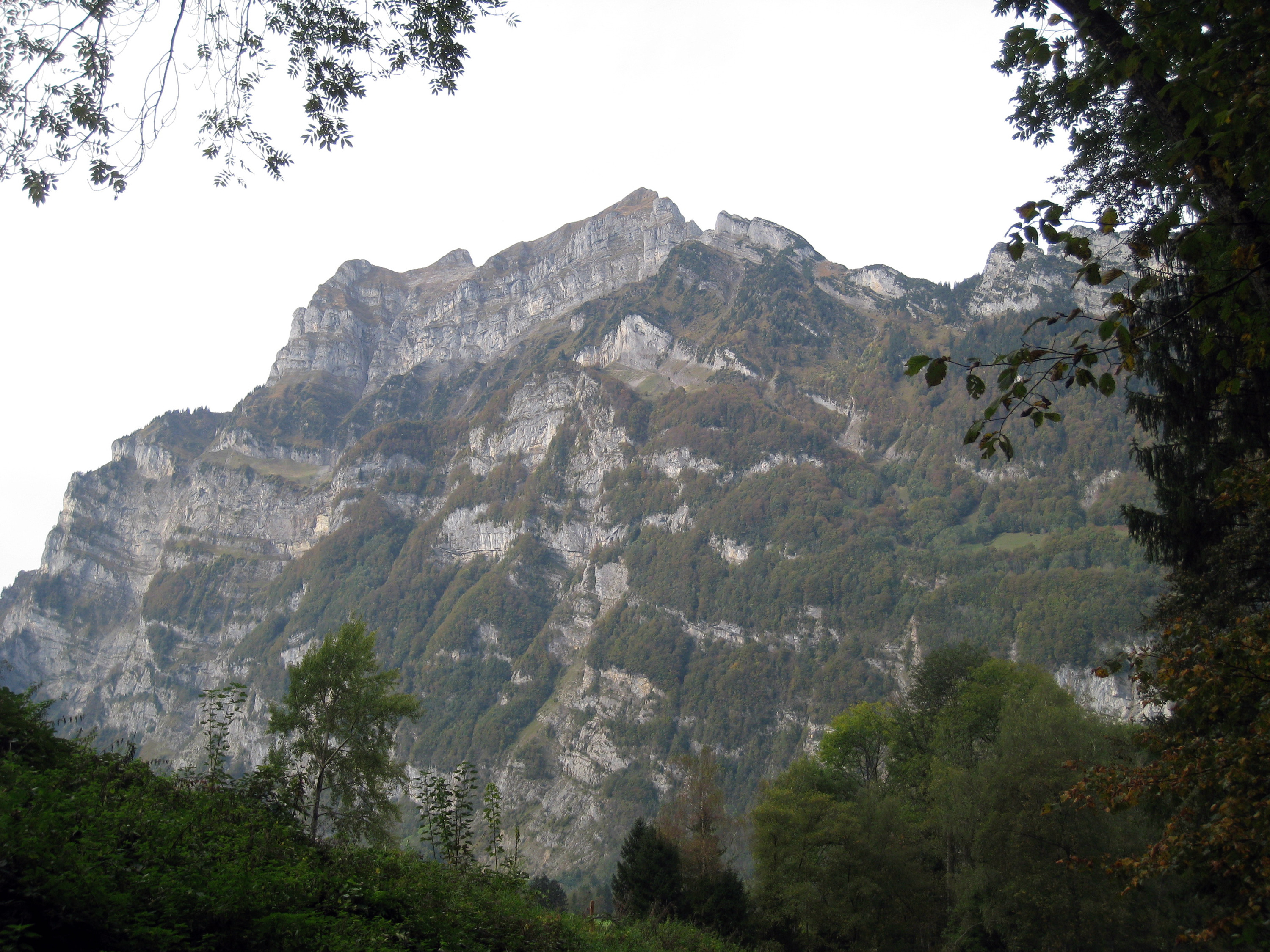
Rautispitz von Mollis aus